# Opel Astra H
Az Opel Astra H bemutatására 2003 végén került sor. A gyártás már 2004-ben elkezdődött. Ez váltotta le a 6 évig gyártott Astra G-t. Az alsó közép kategóriában képviselteti magát. Széles motorpaletta (benzin és dízel üzemű), biztonságos karosszéria és kitűnő belső ergonómia jellemzi. Biztonságosságát, a karosszéria merevségét az NCAP törésteszt is bizonyította.
Karosszéria-változatai: 3 ajtós (GTC), 4 ajtós (sedan), 5 ajtós és kombi melyet Opeleknél Caravannak neveznek. Sokak bánatára csak első-kerék hajtású változatok léteznek. A Sedan és a Caravan hosszabb tengelytávval rendelkezik a 3 és 5 ajtósokhoz képest, ezért hátsó üléssorban kiemelkedően nagy lábteret nyújtanak az utasoknak.
Motorok teljesítménye: 80Le (dízel)- től 177 kW/ 240Le (benzin)- ig terjed, így a legtöbb igényt kielégíti. Karbantartási, szervizelési igényük a kor átlagának megfelelő. A motorok mindenkor érvényes környezetvédelmi előírásoknak teljes mértékben megfelelnek, egyes diesel üzemű erőforrásokhoz DPF (Diesel részecskeszűrő) rendszer kapcsolódik. A motorok fejlesztése a modellciklus során sem állt le, így modellfrissítéskor módosításon esett át az 1.6 és 1.8 literes benzines erőforrás, melyek immáron 115 és 140 Le teljesítményre képesek a korábbi 105 és 122 Le-vel szemben. Ezen alkalomból a külső megjelenésen is eszközöltek apró módosításokat, mint a "tejüveg" hátsó lámpa cseréje. Ezen Astrát az "J" generáció követte és 2009 őszén mutatkozott be. A H 2013-ig gyártásban marad Classic III. néven.